# レオン・ゴーモン
レオン・ゴーモン（Léon Gaumont、1864年5月10日 - 1946年8月9日）は、フランスの発明家、実業家で、映画産業の先駆者であった。パリに生まれ、ヴァール県サン＝マキシム (Sainte-Maxime) で没した。

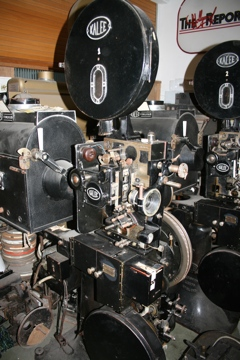
1930年代の Gaumont Kalee 映写機。ロンドン映画博物館。

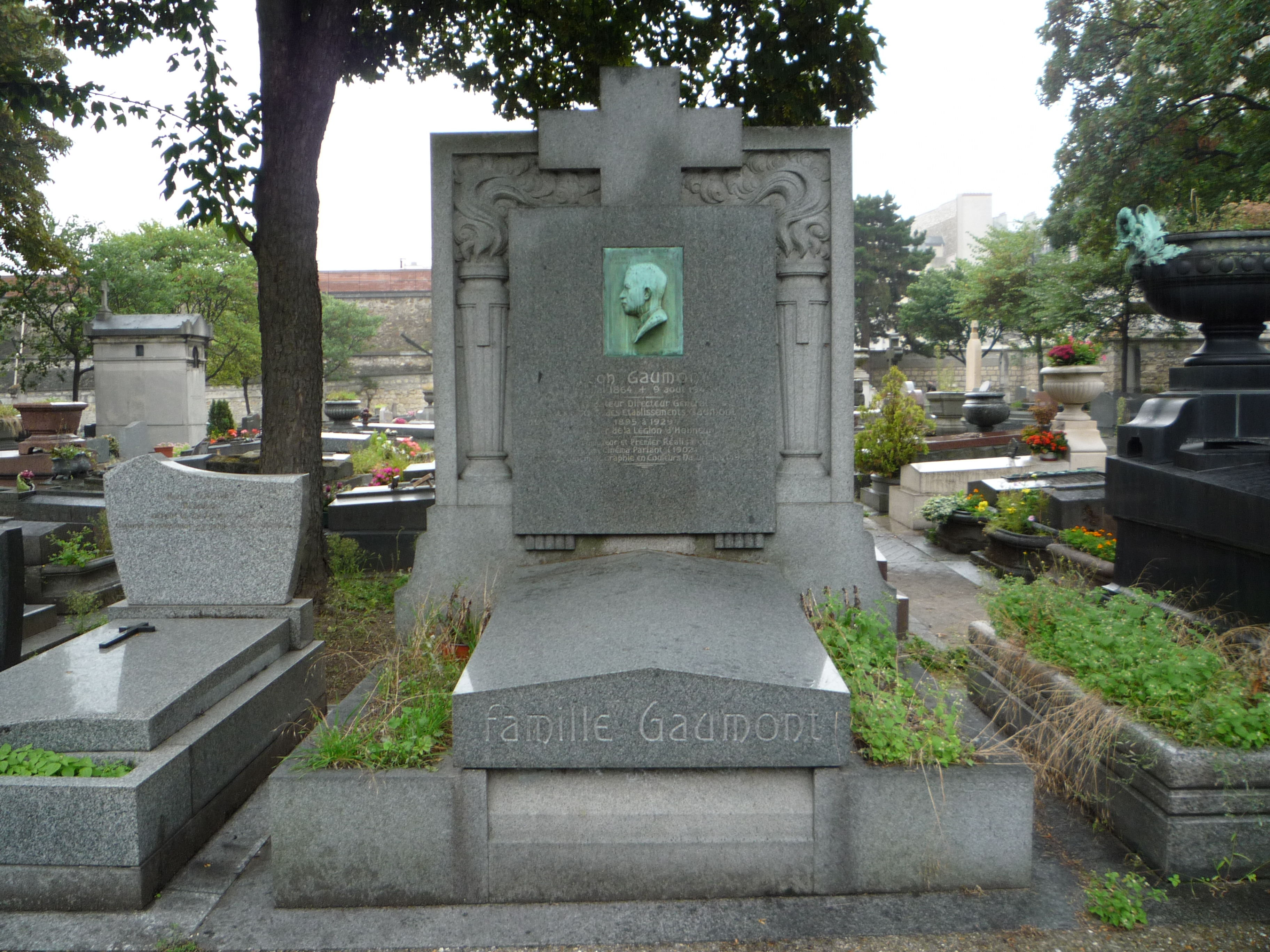
パリのベルヴィル墓地にあるレオン・ゴーモンの墓。

## 経歴

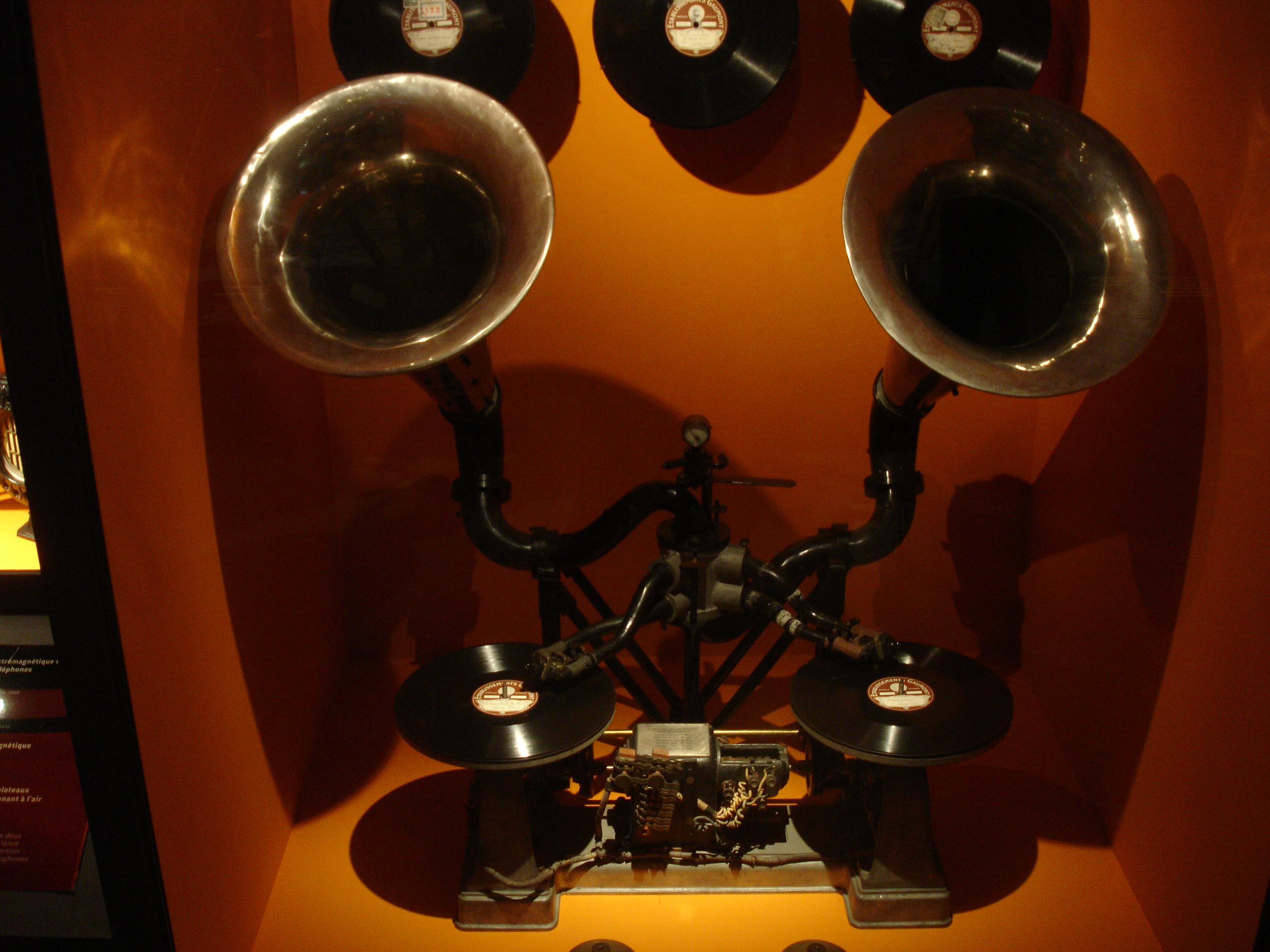
2つのゴーモン製エルゲフォンと圧縮空気ポンプで構成されるクロノメガフォン。

レオン・ゴーモンは、フランスの映画制作会社ゴーモンを興した人物であり、同社の起源は1895年7月に設立された L・ゴーモン社 (L. Gaumont et compagnie) において、ゴーモンが「写真の総合商会 (Comptoir général de photographie)」を謳って光学機器や写真を扱ったことに遡る。次いでゴーモンは、逆回転ができるカメラなどを含めた映写機や撮影カメラの製造や、ジョルジュ・ドゥメニーのクロノフォトグラフィ (Chronophotographie) の商業化に乗り出した。やがてゴーモンは映画製作に進出し、ゴーモンの女性秘書をしていたアリス・ギイを製作責任者に任命した。
1900年の時点で、ゴーモンは映画制作、上映館のネットワーク、そして配給体制を既に開発済みであった。この当時からゴーモンは、音声付きの映画や、色付きの映画にも関心を寄せていた。1911年、新設されたパリのゴーモン・パラス (Gaumont Palace) は、3,400人を収容できる世界最大の映画館となったが、後には更に改修されて6,000人を収容できる規模となった。
1930年、レオン・ゴーモンは会社の経営権を失い、1934年には破産をしてしまうが、1938年には、新たにゴーモン新社 (Société nouvelle des établissements Gaumont) を再建した。
レオン・ゴーモンは、1883年に建てられた館（シャトー）「Les Tourelles」を構えていたサン＝マキシム にしばしば通っていた。この邸宅は、客をもてなすのに用いられたほか、映画の撮影にも用いられ、ルイ・フイヤード監督によって1916年にサン＝マキシムで一部の映像が撮影された映画『Judex』にも使用された。
エスペラントの支持者であったゴーモンは、この国際言語を教えるための短編映画を制作し、1911年にアントウェルペンで開催された第7回世界エスペラント大会において上映した。
レオン・ゴーモンは、サン＝マキシムで1946年に没し、パリのベルヴィル墓地 (cimetière de Belleville) に葬られた。その墓には、夫人（旧姓名：Camille Maillard、1859年 - 1933年）とともに、裁判官であったジル・ブールーク (Gilles Boulouque、1950年 - 1990年)、弁護士であったP・ブールークも一緒に収められている。
パリ20区には、レオン・ゴーモン通り (Avenue Léon-Gaumont) と名付けられた街路がある。